# Anomalurus
Anomalurus is een geslacht van zoogdieren uit de  familie van de stekelstaarteekhoorns (Anomaluridae). De wetenschappelijke naam van het geslacht werd in 1843 gepubliceerd door George Robert Waterhouse.

## Soorten
Er worden 4 soorten in dit geslacht geplaatst:
- Anomalurus beecrofti Fraser, 1853 – Beecroftstekelstaarteekhoorn
- Anomalurus derbianus (Gray, 1842)
- Anomalurus pelii (Schlegel & Müller, 1845) – Pelstekelstaarteekhoorn
- Anomalurus pusillus Thomas, 1887 – Dwergstekelstaarteekhoorn